# Magasin (archives et bibliothèques)
Pour les articles homonymes, voir Magasin et Réserve.

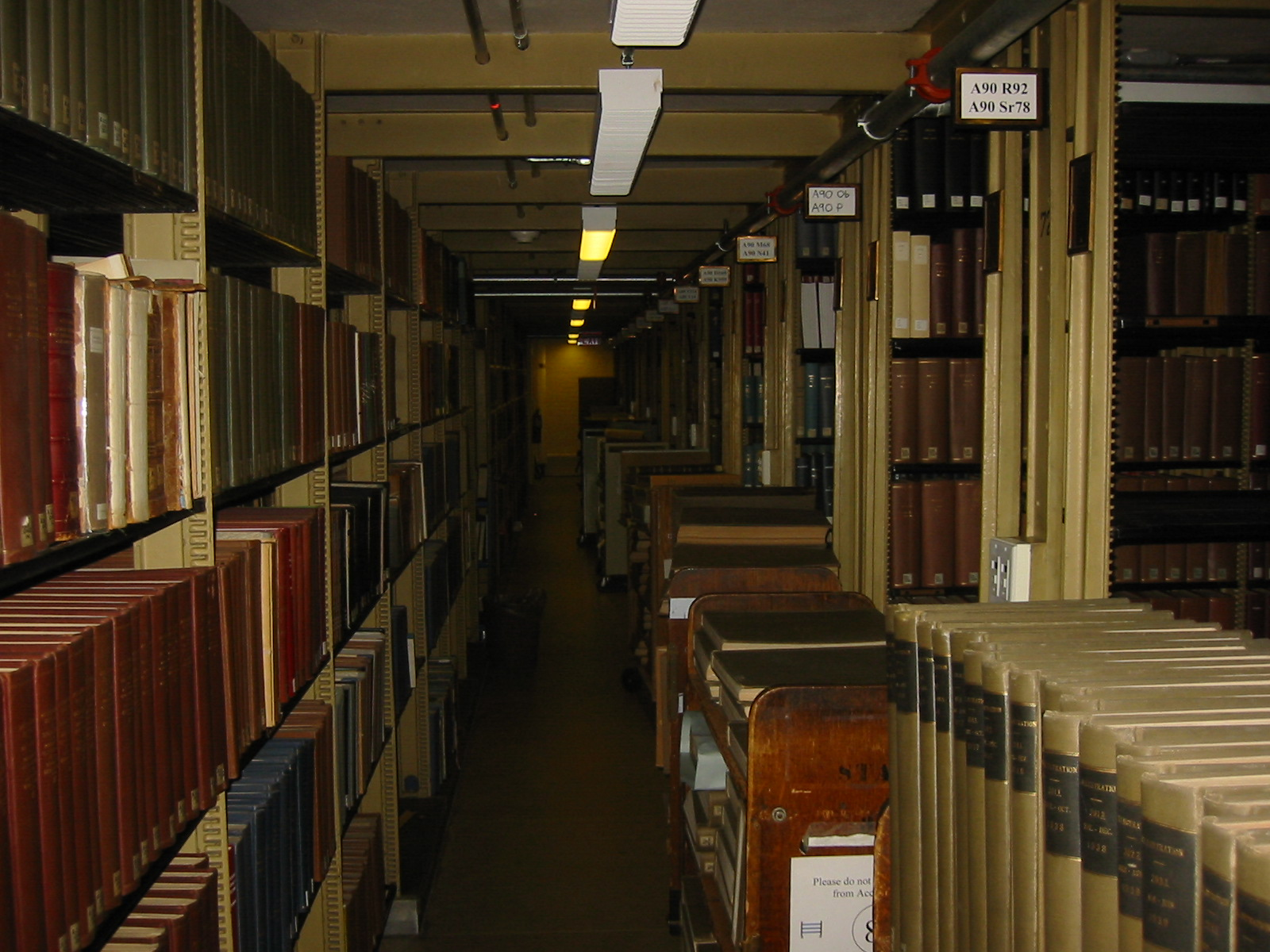
Magasins de la Sterling Memorial Library (université Yale)

Le magasin d'une bibliothèque ou d'un service d'archives, on parle de réserve pour les musées, est un espace de conservation, fermé au public, où sont stockés les documents qui ne sont pas destinés à être consultés en libre service, soit parce qu'ils sont anciens et/ou fragiles, soit parce qu'ils sont peu utilisés et occuperaient de la place inutilement dans les rayons directement accessibles au public. Différents modes de classement existent en magasin, mais, dans les bibliothèques, c'est souvent celui du Numerus Currens qui est appliquée, les ouvrages étant rangés par format et par ordre d'entrée. 
La consultation des documents gardés en magasins nécessite alors de formuler une demande auprès d'un archiviste ou d'un bibliothécaire, au point d'accueil d'une salle de lecture. Cette demande se fait au moyen d'un bulletin papier ou d'une application informatique, qui peut être gérée par le système intégré de gestion documentaire de l'établissement. 
Les bibliothèques ne disposent pas nécessairement d'un magasin. C'est ainsi le cas de la Bibliothèque publique d'information à Paris. Un tel choix nécessite de pratiquer le désherbage, c'est-à-dire d'éliminer les documents anciens afin de laisser la place pour les nouvelles acquisitions.

## Historique et évolution
L’origine d’un magasin pour les bibliothèques et les archives est attribuée à Henri Labrouste, architecte français qui implante le concept lors de la création d’un magasin central des imprimés en 1858 pour la Bibliothèque nationale de France. Cette idée, toutefois, est documentée par Léopold Hesse en 1939 dans son œuvre « Bibliothéconomie ou Nouveau manuel complet pour l'arrangement, la conservation et l'administration des bibliothèques », où il instaure l’idée de séparer le lieu de quiétude pour la recherche et les travaux des usagers, des lieux de stockage des livres et des documents pour les employés. 
Survient alors un débat entre les tenants des magasins ouverts, donnant libre accès aux usagers de consulter les ouvrages, très courant à ce moment aux États-Unis, et ceux des magasins fermés où justement on préfèrerait séparer les usagers des documents afin de profiter d’un classement plus encadré et éviter la détérioration trop rapide des documents. 
Déjà à l’époque, l'intention n'est pas d’entasser les livres, mais de les classer et d’y avoir accès efficacement. La protection des documents contre tout ce qui pourrait les abimer apparaît une nécessité. Il faut notamment que les documents se retrouvent dans une pièce fermée, sans lumière extérieure qui viendrait jaunir leurs pages, dont la température est régulée pour n’être ni trop chaude ni trop froide pour leur conservation, conservant une bonne aération pour éviter l’humidité. Au niveau pratique, on évitait les grands espaces et leur préférait les plus petites salles pour profiter de la superficie des mûrs où étaient accolées les armoires, lorsque l’on préférait le modèle des magasins fermés. 

## Archives
Contrairement aux bibliothèques, tous les services d’archives possèdent un ou plusieurs magasins : tous les documents d'archives sont conservés dans ces locaux inaccessibles aux personnes externes au service et sont caractérisés par des normes de conservation strictes. 
En effet, les magasins d’archives sont soumis à de nombreuses contraintes inspirées des normes sur la protection des archives. La première contrainte est technique et prend en compte autant l’environnement autour du centre d’archives que la structure du mobilier des magasins, ou encore les boîtes d’archives. La deuxième contrainte touche à la sécurité ; d’une part la protection des archives contre les sinistres naturels (incendie, dégâts d’eau) et d’une autre part contre les actes de malveillance. Il est donc important d’avoir un plan des mesures d’urgences pour savoir comment réagir, où se trouvent les documents essentiels à sauvegarder et comment éviter que les dégâts soient trop importants en cas de sinistre. Ce point mène à une réflexion sur l’accessibilité des magasins et donc l’évacuation par véhicule en cas de dégât si les magasins contiennent des documents précieux. La troisième contrainte agit sur l’intérieur des magasins d’archives : l’environnement climatique, l’éclairage, le revêtement des sols et des murs, l’implantation des rayonnages, etc. Les fonds d’archives spéciaux comme les photographies, les microfilms ou encore les cartes doivent être conservés dans des magasins spéciaux (locaux personnalisés mis en place en collaboration avec des professionnels, exemple des chambres froides). En effet, la nature et l’aspect physique des archives sont à prendre en considération lors des choix d’aménagement d’un magasin d’archives.  
Seuls quelques documents d’archives aisément remplaçables séjournent de façon permanente en salle de lecture. Il s'agit d'un principe général de stockage et de conservation des archives, anciennes ou non, en accès différé, pour des raisons qui interdisent les manipulations diverses auxquelles sont soumis les ouvrages en libre accès ; pour assurer le maintien du mode de rangement et de gestion des magasins sur une grande échelle (aspect massif de la gestion des archives); et pour assurer la sécurité des documents et leur stockage en atmosphère de conservation surveillée (température et humidité relative artificielle contrôlées, différentes de celles d'une salle de lecture).  